# Ket
 Ovo je glavno značenje pojma Ket. Za istoimeno indijansko selo pogledajte Ket (indijansko selo).
Ket (ruski: Кеть), znan i kao Veliki Ket (ruski:  Большая Кеть) u svom gornjem toku, je rijeka u Krasnojarskom kraju i Tomskoj oblasti u Rusiji. Desna je pritoka rijeke Oba.
Duga je 1621 km. Površina njenog porječja je 94.200 km četvornih.
Zamrzava se u razdoblju od konca listopada do početka studenoga i ostaje pod ledom sve do konca travnja i početka svibnja.
Glavne su joj pritoke Sočur, Orlovka, Lisica, Mali Ket, Mendel, Jelovaja i Čačamga.